# 厙狄干
厙狄 干（しゃてき かん、? - 553年）は、中国の北魏末から北斉にかけての軍人。本貫は善無郡。

## 経歴
厙狄氏は、厙狄干の曾祖父の厙狄越豆眷の代に、功績により北魏の道武帝から善無郡の西臘汗山地方の百里の土地を授かってそこに住んだが、後に部落を率いて北遷し、朔方郡に家をかまえた。厙狄干は正光初年に反乱を掃討した功績で将軍に任じられ、洛陽の宮廷に宿衛した。厙狄干の故郷は寒い土地柄で、自身も暑熱が苦手だったため、冬は洛陽に入り、夏は郷里に帰って過ごした。孝昌元年（525年）、六鎮の乱が起こると、厙狄干は雲州に逃れ、雲州刺史の費穆により爾朱栄のもとに送られた。武泰元年（528年）、軍主として爾朱栄の下で洛陽に入った。
普泰元年（531年）、厙狄干は高歓の起兵に従った。中興2年（532年）閏月、車騎大将軍・儀同三司の位を受けた。高歓が爾朱氏の軍を韓陵で破ると、厙狄干は広平県公に封ぜられ、まもなく郡公に進んだ。のちに恒州刺史をつとめた。天平元年（543年）、高歓の下で西魏の夏州を襲撃した。元象元年（538年）8月、河陰の戦いで東魏の諸将は大勝したが、厙狄干の兵のみが退却した。高歓はかれの旧功を思って、降格させなかった。興和2年（540年）1月、太保に上った。興和4年（542年）1月、太傅に転じた。武定元年（543年）、高仲密が虎牢で叛くと、高歓は高仲密を討ち、厙狄干は大都督として先鋒をつとめた。厙狄干は道中で休息も取らずに急いだため、侯景がこれを見かねて騎兵で追い、厙狄干に供応した。ときに西魏の宇文泰が大軍を率いて洛陽に到着すると、東魏の諸将は決戦をためらって黄河を渡ろうとしなかった。厙狄干が計を決して黄河を渡り、高歓が大軍を率いてこれに続くと、西魏軍を撃破した。凱旋すると定州刺史となったが、行政事務が煩雑だったため、簡略化して自宅に引きこもり、官吏の邪魔にならないようにした。武定5年（547年）、太師に転じた。天保元年（550年）5月に北斉が建てられると、6月に厙狄干は章武郡王に封じられ、太宰に転じた。
厙狄干は高歓の妹の楽陵長公主を妻とし、姻戚として待遇された。東魏の譙王元孝友が公の門で度の過ぎた悪ふざけをしたとき、諸侯は正面からかれを諫めることが出来なかったが、厙狄干は色を成して元孝友を責めて反省させたので、ときの人は善と称した。天保4年（553年）6月甲辰、死去した。仮黄鉞・太宰の位を追贈された。諡を景烈といった。
厙狄干は書を知らず、「干」の字を署名するとき、逆上るようにこの字を書いたので、ときの人はこれを穿錐といった。
子の厙狄敬伏（伏敬とも）は儀同三司の位に上って、死去した。さらにその子の厙狄士文が後を嗣いだ。

## 伝記資料
- 『北斉書』巻15 列伝第7
- 『北史』巻54 列伝第42